# Slashas
En slashas är en oduglig eller slö person. Ordets ursprung kan inte fastställas, men två olika förklaringar är vanliga. Den ena är att ordet slashas (slas-has) kommer från gruvnäringen och anses syfta på hur gruvarbetare tagit sig ner i branta gångar via räcken genom att kasa och hasa på sina träskor. Uttrycket är känt i den betydelsen från bland annat Sala silvergruva.
Den andra är att det kommer från det dialektala verbet att slasa, ungefär att slöa, och tyskans Hase, hare. Därmed skulle slashas betyda ungefär slö hare. I gruvorna finns/fanns orter som kallas slas där man häller den brutna malmen neråt i gruvan till den plats där den ska lastas. I slasarna jobbade förr i tiden de äldre och lite tröttare gruvarbetarna (45-årsåldern). De blev retade av de yngre med hårdare arbete och så uppstod ordet slashas.